# 1520 par le sang du glaive
Pour plus de détails, voir Fiche technique et Distribution.
1520 par le sang du glaive (The Headsman ou Shadow of the Sword) est un film réalisé par Simon Aeby, sorti en 2005. L'action a lieu dans le Tyrol au début du XVIe siècle, au moment de la naissance de la Réforme luthérienne. Il a été tourné en Autriche et en Hongrie.

## Synopsis
Sous le règne de Ferdinand Ier, deux orphelins George et Martin sont élevés dans un monastère catholique romain. Mais l'archevêque les sépare, l'un sera moine puis nommé prieur du monastère, l'autre soldat puis capitaine de l'armée de l'empereur.
Entre deux batailles, Martin revient voir son ami d'enfance au monastère et tombe amoureux d'Anna, la fille du bourreau. Promettant de revenir, il ne refera son apparition qu’après une cuisante défaite alors que son fils est né et le bourreau décédé.
Obligé d'embrasser la profession de bourreau pour rester avec sa future femme, il devient un paria.
Mais bientôt l'archevêque veut lutter contre la réforme en accusant ses membres d'hérésie, faisant venir l'inquisition espagnole qui pratique la torture. Cette cabale fera douter George et Martin de leur foi en l’Église...

## Fiche technique
- Titre : 1520 par le sang du glaive
- Titre original : The Headsman ou Shadow of the Sword
- Réalisation : Simon Aeby
- Musique : Matthias Weber
- Costume : Caterina Czepek
- Producteur : Mike Downey, Helmut Grasser, Marcel Hoehn
- Production :

Allegro Film
Eurofilm Stúdió
Film and Music Entertainment
Samsa Film
- Pays de production :  Royaume-Uni,  Autriche,  Suisse,  Luxembourg,  Hongrie,  Allemagne
- Durée : 115 minutes
- Date de sortie : 23 février 2005

## Distribution
- Nikolaj Coster-Waldau : Martin
- Peter MacDonald : Georg
- Anastasia Griffith : Anna
- Steven Berkoff : Inquisiteur
- Eddie Marsan : Fabio
- Julie Cox : Margaretha
- John Shrapnel : l'archevêque
- Lee Ingleby : Bernhard
- Patrick Godfrey : Bertram
- Joe Mason : Jakob